# Тала (музыка)
Тала (или тал, талам; санскр. Tâla — хлопанье в ладоши, ритм, такт, танец) — в музыке Индии, этот термин означает как отдельный ритмический рисунок композиции (очень условно соответствуя западному понятию музыкального метра), так и вообще науку о музыкальном ритме.
Теория ритма значительно отличается для двух музыкальных традиций Индии: северо-индийской (Хиндустани) и южно-индийской (Карнатака). В музыке Карнатака теорию ритма и ритм принято называть Тала в отличие от северного — Таал.

## Наука о ритме в музыке Хиндустани
Название тала связано с созвучным словом, означающим «ритм», «метр».
Таал (или Тал) — это ритмический цикл, состоящий из определённого количества «квадратов» (джати), из которых каждый может содержать разное количество долей. Самый распространённый тал в индийской классической музыке Хиндустани это тинтал — цикл из четырёх тактов по четыре доли в каждом.

## Наука о ритме в музыке Карнатака

### Этимология
Этимология возникновения слова, в соответствии с некоторыми авторами, происходит от «Ta» — первый слог слова Tāṇḍava (Тандава) — танец, который исполнял Шива) и «La» — первый слог слова Lāsya (Ласья — танец, который исполняла Парвати — супруга Шивы).
«Натья Шастра» характеризует ритм как элемент, объединяющий все многообразие составляющих театрального действия, как то, что придает пространству организованность, стройность, динамику и внутреннее наполнение.
Изменение ритма во время сценического действия рассматривалось как способ пробуждения и активизации потенциальных сил космоса. Каждое слово и действие, строго выверенное и подчиненное ритму, становится ритуально значимым.
Отражением сакральности ритма в индийской мифологии выступает образ Шивы — Натараджи, царя танца. Описано, как во время своего мистического танца Шива создает и разрушает Миры и Вселенные. Ритму ударов его стоп вторят колокольчики гунгру, надетые на голени. Танцуя, он задает ритм движения планетам, светилам и всему мирозданию.

### Тала — циркулирующий ритм.
Свары, раги и тала составляют основу музыки Карнатака.
Основные понятия ритма в музыке Карнатака — ангам, джати и сата тала.

#### Ангам (ангас — мн. число)
Единицей измерения тала в индийской классической музыке является ангам — удар. Традиционно ангам отбиваются правой рукой в положении сидя на полу «по-турецки».
Виды ангас (ударов)
Анудхрутам — простой удар ладонью, соответствующий одному счету. Обозначается в нотификации " ͜ "
Дхрутам — последовательная комбинация из двух ударов: удар ладонью и удар тыльной стороной ладони, соответствующий двум счетам. Обозначается в нотификации «О».
Лагху — последовательная комбинация из ударов ладонью и пальцами, начиная с пятого. Обозначается в нотификации «1».
Для того чтобы знать соответствующий удару Лагху счет, существует термин Джати.

#### Джати
Джати — количество счетов, приходящееся на удар Лагху.
Пять разновидностей Джати и их связь с ударом Лагху:
1. Тисрам Джати — 3 акшарас (счета). Последовательная комбинация из ударов ладонью, пятым и четвертым пальцами. Соответствует трем ангас (ударам). Обозначается 13.
2. Чатурасрам Джати — 4 акшарас. Последовательная комбинация из ударов ладонью, пятым, четвертым и третьим пальцами. Соответствует четырем ангас. Обозначается 14.
3. Кандам Джати — 5 акшарас. Последовательная комбинация из ударов ладонью, пятым, четвертым, третьим и вторым пальцами. Соответствует пяти ангас. Обозначается 15.
4. Мисрам Джати — 7 акшарас. Последовательная комбинация из ударов ладонью, пятым, четвертым, третьим, вторым, первым и опять пятым пальцами. Соответствует семи ангас. Обозначается 17.
5. Санкирнам Джати — 9 акшарас. Последовательная комбинация из ударов ладонью, пятым, четвертым, третьим, вторым, первым, пятым, четвертым и третьим пальцами. Соответствует девяти ангас. Обозначается 19.

#### Сапта тала
Музыка Карнатака включает семь основных групп тала — дхрува, матья, рупака, джампа, трипута, ата, ека. В сочетании с пятью джати образуется 35 видов ритма.
Гати — число счетов, приходящихся на каждый удар. Гати, как и джати, пять: тисрам, чатурасрам, кхандам, мисрам и санкирна. От сочетания с Гати образуются 175 видов тала, составляющих полную семью ритмов музыки Карнатака.

### Система обучения ритму в музыке Карнатака
Традиционная система обучения тала (ритму) подразумевает:
- постоянное ритмическое сопровождение музыкальных и танцевальных композиций через отстукивание ритма рукой по формуле, заданной в композиции,
- овладение 175 видами ритма через использование двух базовых счетов, проговариваемых слогами. 3 счета — слогами «Ta-ki-ta», 4 счета слогами- «Ta-ka-di-mi»
- проговаривание ритмов базовыми слогами («Ta-ki-ta» и «Ta-ka-di-mi») на трех скоростях, со смещением акцентов, с интонированием, пропеванием и различной эмоциональной окраской (искусства Наварасам в ритме)
- прохождение системы вокальных упражнений «Сапта тала», в которых через проговаривание и пропевание достигается практическое владение всеми 175 видами тала музыки Карнатака.

### Наттувангам
Существует система базовых слоговых проговоров джати, основанная на проговоре двух счетов — счета на 3 — «Ta-ki-ta», и счета на 4 — «Ta-ka-di-mi». из этих двух счетов складываются все тексты проговора ритма.
На основе этой системы традиционного обучения тала базируются Наттувангам — танцевальные проговоры, и Коннакол — инструментальные проговоры, использующиеся в традиции музыки Карнатака.